# زیملاگاتران
زیملاگاتران (به انگلیسی: Ximelagatran) (Exanta یا Exarta, H 376/95) یک ضد انعقاد است که به‌عنوان جایگزینی برای وارفارین که می‌تواند بر مشکلات مشکل‌ساز رژیم غذایی، تداخل دارویی و نظارتی مرتبط با درمان وارفارین غلبه کند، به‌طور گسترده مورد بررسی قرار گرفته‌است.

## شیوه و مکانیسم عمل
این دارو، یک مهارکننده مستقیم ترومبین، نخستین عضوی از این دسته بود که می‌توان آن را به صورت خوراکی مصرف کرد. این تنها با مهار فعالیت ترومبین عمل می‌کند. دو بار در روز به صورت خوراکی مصرف می‌شود و به سرعت توسط روده کوچک جذب می‌شود. زیملاگاتران یک پیش‌دارو است که در داخل بدن به عامل فعال ملاگاتران تبدیل می‌شود. این تبدیل در کبد و بسیاری از بافت‌های دیگر از طریق هیدرولیز و هیدروکسیلاسیون (به جای گروه‌های اتیل و هیدروکسیل با هیدروژن) انجام می‌شود.

## کاربرد
انتظار می‌رفت که زیملاگاتران در بسیاری از تنظیمات درمانی، از جمله ترومبوز وریدی عمقی، پیشگیری از ترومبوآمبولی وریدی ثانویه و عوارض فیبریلاسیون دهلیزی مانند سکته، جایگزین وارفارین و گاهی آسپرین و هپارین شود. اثربخشی زیملاگاتران برای این نشانه‌ها به‌خوبی مستند شده بود، به جز فیبریلاسیون دهلیزی غیر دریچه‌ای.
یک مزیت، طبق گزارش‌های اولیه سازنده آن، این بود که می‌توان آن را به صورت خوراکی بدون نظارت بر خواص ضد انعقادی آن مصرف کرد. این امر آن را از وارفارین و هپارین که به ترتیب نیازمند نظارت بر نسبت نرمال شده بین‌المللی (INR) و زمان ترومبوپلاستین جزئی (PTT) هستند، جدا می‌کرد. نقطه ضعفی که زود تشخیص داده شد، عدم وجود یک پادزهر در صورت بروز خونریزی حاد بود، در حالی که وارفارین را می‌توان با کنسانتره کمپلکس پروترومبین و/یا ویتامین K و هپارین با سولفات پروتامین آنتاگونیست کرد.